# ألفريدو هنريكس ناسيمنتو
ألفريدو هنريكس ناسيمنتو (10 مايو 1937 في البرتغال - ) هو لاعب كرة قدم برتغالي في مركز حراسة المرمى. لعب مع نادي بنفيكا ونادي بيلينينسش وU.F.C.I. Tomar ‏.

## وصلات خارجية
- ألفريدو هنريكس ناسيمنتو على موقع قاعدة بيانات كرة القدم.إي يو (الإنجليزية)
- ألفريدو هنريكس ناسيمنتو على موقع عالم كرة القدم.نت (الإنجليزية)